# Dicranomyia (Pseudoglochina) bilatissima
Dicranomyia (Pseudoglochina) bilatissima is een tweevleugelige uit de familie steltmuggen (Limoniidae). De soort komt voor in het Oriëntaals gebied.